# Tim van den Heuvel
Tim van den Heuvel, né le 11 février 2005 à Weert, est un footballeur néerlandais qui évolue au poste de milieu de terrain au PSV Eindhoven.

## Biographie

### Carrière en club
Formé au PSV, van den Heuvel y signe son premier contrat professionnel à l'été 2021.

### Carrière en sélection
Tim van den Heuvel est international néerlandais en équipe de jeunes. En avril 2022, il est sélectionné avec l'équipe des Pays-Bas des moins de 17 ans pour l'Euro 2022. Commençant la compétition continentale comme titulaire, les Pays-Bas s'y qualifient pour la finale, après avoir battu l'Italie 2-1 en quart, puis avec une victoire aux tirs au but face à la Serbie en demi-finale, sur un score de 2-2 à la fin du temps réglementaire.

## Palmarès
Pays-Bas -17 ans
- Championnat d'Europe -17 ans :
  - Finaliste : 2022.